# Большой человек, маленькая любовь
Большой человек, маленькая любовь (тур. Büyük Adam Küçük Aşk, курд. Hejar) — турецкий фильм 2001 года. Первый фильм Турции, в котором используется курдский язык. В международный прокат фильм был выпущен под названием «Hejar».

## Сюжет
Пятилетнюю курдскую девочку по имени Хеджар оставляют в квартире у дальних родственников. Там же укрываются курдские боевики. Квартиру штурмует полиция. Хеджар удаётся попасть в соседнюю квартиру, где живёт пожилой мужчина по имени Рифат, ранее работавший судьёй. Рифат — убеждённый турецкий националист, тем не менее, выдать властям пятилетнюю девочку он не может. Проблема их взаимоотношений осложняется тем, что Хеджар умеет говорить только на курдском языке, которого Рифат не знает.

## Критика
Создание фильма частично финансировалось министерством культуры Турции.
На кинофестивале «Золотой апельсин» фильм одержал победу в номинациях «лучший фильм», «лучший сценарий», а также 3 премии за игру актёров. Также «Большой человек, маленькая любовь» демонстрировался на кинофестивале женского кино в Сеуле.
Фильм был номинирован от Турции на премию «Оскар», но не вошёл в шортлист.
В марте 2002 года фильм был запрещён в Турции за создание негативного образа полиции (в начале фильма есть сцена, в которой полицейский убивает безоружного человека) и «шовинизм».